# أوليفر تويست
أوليفر تويست أو رحلة فتى الأبرشية (بالإنجليزية: Oliver Twist)‏ هي الرواية الثانية لتشارلز ديكنز، ونُشرت للمرة الأولى كسلسلة مصورة منذ عام 1837 وحتى عام 1839. تتمحور القصة حول الفتى اليتيم أوليفر تويست، الذي وُلد في إصلاحية، ثم بِيع ليعمل صبيًا لدى حانوتي. بعد فراره، يسافر أوليفر إلى لندن، حيث يلتقي بـ«المراوغ الماكر»، وهو أحد الأعضاء في عصابة من النشالين اليافعين يقودها المجرم الكهل فاجين.
تتميز رواية أوليفر تويست بتجسيدها البعيد عن الرومنسية للمجرمين وحياتهم الخسيسة، إلى جانب فضحها للمعاملة القاسية التي تعرض لها الكثير من الأيتام في لندن في منتصف القرن التاسع عشر. يلمح العنوان البديل، تقدم فتى الأبرشية، إلى عمل بنيان المعنون رحلة الحاج، بالإضافة إلى السلسلتين الكاريكاتوريتين اللتين ألفهما وليام هوجرت في القرن الثامن عشر وحملتا العنوانين رحلة رجل خليع ورحلة بغي.
في هذا النموذج المبكر للرواية الاجتماعية، يهجو ديكنز آثام زمنه، ومن بينها عمالة الأطفال واستغلالهم في مجال الإجرام، وظاهرة أطفال الشوارع. من المحتمل أن تكون الرواية مستوحاة من قصة روبرت بلينكو، وهو يتيم قُرئ سرده لعمله صبيًا في مصنع قطن على نطاق واسع في ثلاثينيات القرن التاسع عشر، ومن الوارد أيضًا أن تكون تجارب ديكنز الشخصية في صغره قد ساهمت هي الأخرى.
اقتُبست أوليفر تويست في أعمال فنية عديدة متنوعة الأنماط، من بينها مسرحية غنائية لاقت نجاحًا كبيرًا وحملت عنوان أوليفر!، والفيلم الذي أنتِج في عام 1968 ونال عدة جوائز أوسكار. ووضعت شركة ديزني أيضًا لمستها على الرواية بإنتاجها فيلم الرسوم المتحركة الذي يحمل عنوان أوليفر وشركاه في عام 1988.

## النشر
Bentley's Miscellany هي الناشر الأصلي للرواية عام 1838 في صورة سلسلة مجزئة لأنها كانت تعتبر رواية طويلة في ذلك الوقت الذي اعتاد فيه الناس علي الروايات القصيرة.
وقد ظهرت الرواية باللغة العربية في عدة ترجمات، من أشهرها ترجمة الأستاذ منير البعلبكي، الصادرة عن دار العلم للملايين. وفي عام 2007 تم إعادة إصدار هذه الرواية بترجمة البعلبكي بعد تصحيحها وتنضيدها، بالتعاون بين دار العلم للملايين والمركز الثقافي العربي في 576 صفحة.
وقد ترجم الكتاب إلى العديد من اللغات الأخرى غير الإنجليزية، منها على الأقل الفرنسية.

## ملخص القصة
تحكي قصة «أوليڤر تويست» عن هذا الطفل الصغير الذي ماتت أمه بعد ولادته مباشرة. ولقد لاحظ الطبيب ان الأم لا ترتدي خاتم زفاف فظن أن الطفل غير شرعي، إلا أن هذا الانطباع كان مجرد حكم متسرع على الطفل الصغير حيث من عادة تشارلز ديكنز إحاطة الغموض حول رواياته. أما والده فقد مات بعد ولادته بأشهر قليلة.

### حياة أوليفر في الملجأ
نشأ الطفل يتيما وترك لرحمة أولي القلوب القاسية من العمال الذين يديرون الإصلاحية (الملجأ) (وهي مستمدة من قانون جديد في ذلك الوقت دعي قانون الفقراء الإنجليزي لسنة 1834) التي ولد فيها. بعدها قررت السلطات التي تدير الملجأ نقله إلى ملجأ فرعي branch workhouse حيث ثلاثون يتيماً آخرون يعيشون تحت ظروف مزرية ومعاملة سيئة وحياة مقرفة.
بر الطفل ضئيل الجسم وأصفر الوجه.والطعام الذي يقدمونه كان لا يشبع. وكان الأطفال غالبا ما يتصارعون من أجل الطعام. وفي أحد الأيام، جاء إلى الملجأ السيد بامبل لأخذ أوليفر الملجأ الرئيسي وكان اوليفر في هذه الأثناء محبوسا مع اثنين من الأطفال لتجرأهم وطلب المزيد من الطعام فغسلوهم بسرعة وألبسوهم وذهب أوليفر مع السيد بمبل. عندما بلغ التاسعة من العمر كان شاحب الوجه، ضعيفا وقصير القامة، لكن الصفة المميزة له انة كان نشيطا حيويا حيث ذهب في أحد المرات الي الطباخ وبجرأة غير مسبوقة في الإصلاحية، طلب مزيدا من الطعام.إلا أن الطباخ ضربه علي رأسه بأداة تقليب الطعام ولم يكتف بذلك بل اشتكي للأدارة التي قامت بنشر إعلان من أجل أن يترك الإصلاحية ليبدأوا رحلة البحث عن عمل له وكل هذا وهو غير مؤهل بدنيا لذلك. فتقدم بطلبه منظف مدخنة Chimney sweep ولكنهم رفضوا لظروف الطفل الصحية التي قد لا تسمح بذلك وكما أنه لن يدفع كثيرا.وقرأ الإعلان حانوتي يدعى السيد سوربري وهو يعمل دفانا. أسرع في اجراءات أخذ اوليفر لانه كان بحاجة اليه فذهب للعيش معه وقدمت له الخادمة شارلوت بأمر من السيدة سوربري زوجة الحانوتي بقايا لحم الكلب فهم الطفل بأكل اللحم الذي يقدم اليه لأول مرة.ولكن الحال لم يدم فيتشاجر مع نوح أحد العاملين بالمنزل لأنه تعمد مضايقته ولكن هذه المرة سب امه.

### هروب أوليفر والتقاؤه بعصابة في لندن
بعدما سب نوح أم أوليفر، هرب هذا الأخير إلى لندن مشيا على قدميه، فقابل في رحلته طفلا منحرفا اسمه جاك دوكنز يعمل لحساب فاجن. وهو رئيس عصابة تستغل الأطفال في النشل مقابل إطعامهم وإيوائهم. ويتعرف علي نانسي إحدى تلامذة فاجن القدماء وهي ليست صغيرة انما بالغة. يستخدمها بيل سايكس مجرم وقاتل في العمليات الكبيرة وهو شريك فاجن في عصابته إلا أن يقوموا بإخراج اوليفر معهم لتعليمه سرقة الكتب ونشل المناديل. ولكنه يتورط دون أن يفعل شيء ويهرب الأطفال بالغنيمة فيذهب به العسكر للقسم ومن ثم يبدأ القاضي بنطق الحكم ولكن صاحب محل الكتب الذي كان يشتري منه السيد بروان لو لحظة السرقة يؤكد ان أوليفر لم يكن هو الذي سرق بروان لو.ويغشي علي الصبي فيأخذه بروان معه ويعتني به وتبدأ الحياة السعيدة ويعيش مع الخادمة السيدة بدوين والآنسة روز مايل والسيد بروان لو وهم عائلته الجديدة.الي ان اعطاه مالا وطلب منه الذهاب لصاحب محل الكتب وارجاع بعض الكتب ودفع ثمن الاخري.فتفوم نانسي يحيلة وهي ان تتدعي انه اخاها وهارب من المنزل وان بيل سايكس هو اباه لجذبه اليهم وهذا حدث بعدما خرج من المنزل.وهذا ضمن مخطط لكي يقوموا باستغلاله لانه ضئيل الجسم لسرقة إحدى المنازل.ولكن العملية فشلت في النهاية لان الخادم سمع صوتهم واطلق النار عليهم واصاب اوليفر وبعد ذلك اعتنو به واخذتة مس مايلي وروز الي بيتهم الصيفي وهناك قابل مونكس من يدي العصابة.ومع تتطور الأحداث تظهر شخصية غامضة لرجل غامض اسمه مونكس يقابل فاجن ويطلب منه تدمير سمعة اوليفر.وبمرور الوقت نانسي تشعر بالعار مما فعلته فتقرر وضع منوم لبيل سايكس والذهاب سرا لمقابلة روز مايل والسيد بروان لو لتخبرهم ان مونكس وفاجن يريدا وضع يدهما تحت اوليفر ولكن نشاء الأقدار ان فاجن ارسل جاسوساَ وراء نانسي لشكه في سلوكها ولكنه اراد ان يكون غير مألوف فذهب للحانة وللمصادفة قابل شرلوت ونوا الذان كانا يعملان عند الحانوتي وزوجته وهذا بعد أن هاربا بأموال والذهب الذي سرقوه.فطلب من نوا التجسس عليها واخبره عند عودته بكل شيء وحين سمع بيل سايكس من فاجن بالخيانة قتلها وهرب خوفا من الشرطة.وعندما سمع بروان لو خبر مقتل نانسي، ذهب إلى الشرطة ليخبرهم كل شيء.وقتها خاف فاجن علي نفسه فهرب هو والأطفال الي مخبأ ومعهم اوليفر ولكن بيل سايكس قرر الوصول اليهم ليأخذ باقي حسابه من مسروقات العصابة ليهرب بها لفرنسا.إلا أن البوليس يتعقبه ويصل لمخبأ العصابة ويشنق بيل نفسه ويعدم فاجن.ويصفي بروان لو حساباته مع مونكس حيث اكتشف ان اوليفر اخاه من أبيه فقط.وراد تدمير سمعته حتى لا يحصل على الميراث حسب وصية الوالد التي لا تعطي الحق في الميراث للأبناء الفاسدين وأن والدته كانت ترتدي خاتما وعفد مكتوب عليه اسمها وهو اجنس ولكن الممرضة العجوز سالي سرقت منها بأوامر مونكس حتي لا يصل أحد لحقيقة الامر.ومن ثم اجبر مونكس علي التنازل عن حق اوليفر والا ابلغ الشرطة فيضطر مونكس الي ذلك ويذهب الي أمريكا بنصيبه من التركة.ويكتشف اوليفر ان روز مايل هي خالته اخت اجنس أمه التي ماتت وتنتهي الرواية علي ذلك.

## الشخصيات
| - أوليفر تويست: يتيم - فاجن: زعيم عصابة إجرامية من الصبية الصغار - نانسي: تعمل لدى فاجن حاولت مساعدة أوليفر - روز مايلى: خالة أوليفر - السيدة ليندساي مايلى: أم هاري مايلى وعمة روز مايلى بالتبني - السيد براونلو: الرجل الكريم الذي أخذ اوليفر - مونكس: مجرم مريضا، من عصابة فاجن - السيد بامبل: وهو شماس الكنيسة في إصلاحية الرعية حيث ولد أوليفر - بيل سايكس: لص محترف - أغنيس فليمنج: أم أوليفر - السيد ليفورد: والد أوليفر ومانكس - السيد لوسبيرني: طبيب عائلة السيدة مايلي | - هاري مايلي: ابن السيدة مايلي - الماهر المخادع: أفضل نشال لدى فاجن - تشارلي بيتس: نشال لدى فاجن - سالي العجوزة : ممرضة حضرت ولادة أوليفر - السيدة كورني: مربية في إصلاحية أوليفر - نوح كلايبول: الطفل المشاكس لدي سوبري - شارلوت: خادمة سوبري - توبي كراكيت: مساعد لفاجن وسايكس - السيدة بدوين: مدبرة منزل السيد براونلو - بولز أي: كلب بيل سايكس الشرير - أم مونكس: وريثة - السيد سوبري: متعهد | - السيدة سوبري: زوجة السيد سوبري - السيد جريمويج: صديق السيد براونلو - السيد جيلز: كبيرة خدم السيدة مايلي - السيد بيتلز : خادم السيدة مايلي - السيدة مان: المشرف العام إصلاحية أوليفر - السيد جامفيد: منظف المدخنة - بيت: عاهرة - السيد فانغ: قاض - بارني: وكيل النيابة الجنائية اليهودية لفاجن - داف والثرثارون: اثنان من رجال الشرطة غير الشرفاء - توم شيتلينج: واحد من أفراد عصابة فاجن |

## اقرأ أيضًا
- تشارلز ديكنز
- آمال كبرى

## روابط خارجية
- أوليفر تويست على موقع الموسوعة البريطانية (الإنجليزية)